# West Stark (Dakota del Norte)
West Stark es un territorio no organizado ubicado en el condado de Stark en el estado estadounidense de Dakota del Norte. En el Censo de 2010 tenía una población de 596 habitantes y una densidad poblacional de 0,76 personas por km².

## Geografía
West Stark se encuentra ubicado en las coordenadas 46°47′30″N 103°5′46″O / 46.79167, -103.09611. Según la Oficina del Censo de los Estados Unidos, West Stark tiene una superficie total de 784.93 km², de la cual 783.21 km² corresponden a tierra firme y (0.22%) 1.72 km² es agua.

## Demografía
Según el censo de 2010, había 596 personas residiendo en West Stark. La densidad de población era de 0,76 hab./km². De los 596 habitantes, West Stark estaba compuesto por el 99.66% blancos, el 0% eran afroamericanos, el 0% eran amerindios, el 0.34% eran asiáticos, el 0% eran isleños del Pacífico, el 0% eran de otras razas y el 0% pertenecían a dos o más razas. Del total de la población el 0% eran hispanos o latinos de cualquier raza.